# مکانیک آماری

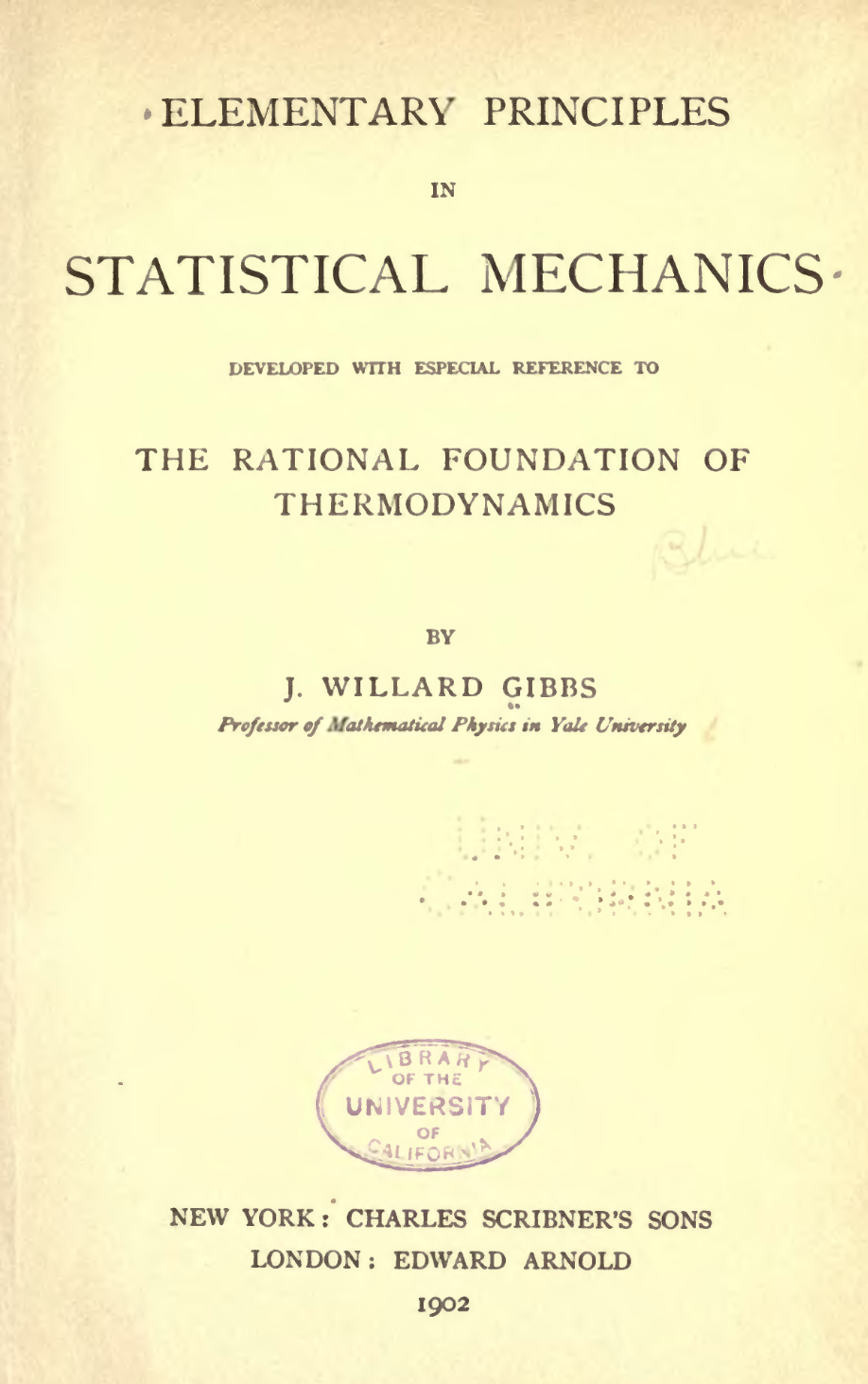
مکانیک آماری

مکانیک آماری، یکی از مباحث مطرح در فیزیک است که به سیستم‌هایی با تعداد متغیرهای بسیار زیاد می‌پردازد. این متغیرها می‌توانند ذراتی چون اتم‌ها، مولکول‌ها، یا ذرات بنیادی باشند که تعداد آن‌ها می‌تواند هم‌مرتبه با عدد آووگادرو باشد. در این مبحث، با استفاده از خاصیتهای میکروسکوپی این ذرات مانند ساختار اتمی و برهمکنش بین آن‌ها، اطلاعاتی در مورد خواص ماکروسکوپی سیستم مانند فشار، انتروپی و انرژی آزاد گیبس، از طریق محاسبات و روش‌های آماری به دست می‌آید. مثلاً معادله‌های حالت در ترمودینامیک توسط مدل‌های میکروسکوپی-آماری مشتق می‌شوند.
مکانیک آماری شکوفایی خود را قبل از همه، مدیون دانشمندان کلاسیکی نظیر لودویگ بولتزمان، جوسایا ویلارد گیبز و جیمز کلرک ماکسول می‌باشد.
هدف مکانیک آماری پیش گویی، درک پدیده‌های ماکروسکوپی و محاسبه خواص آن‌ها از روی خواص مولکولهای منفرد سازنده آن سیستم است.
مکانیک آماری همانند پلی است که خواص ذرهای (نتایج مکانیک کوانتومی) را به خواص ماکروسکوپی (نتایج ترمودینامیک) سیستم مربوط می‌کند.
ترمودینامیک قادر است بین بسیاری از خواص ارتباط برقرار نماید، ولی در رابطه با مقدار آن و علتها هیچ اطلاعاتی نمی‌دهد. برعکس، در مکانیک آماری صحبت از علتها، چراها و اندازه‌گیری مقادیر است.

## مفاهیم بنیادی در مکانیک آماری[۲]

### میکرو حالت ها (ریز حالت) و ماکرو حالت ها (درشت حالت)
هسته اصلی مکانیک آماری، تمایز بین حالت‌های خرد و کلان است. یک ریز حالت، پیکربندی دقیق سیستم را نشان می‌دهد و موقعیت و لحظه تمام ذرات تشکیل‌دهنده آن را مشخص می‌کند. در واقع در میکروحالت‌ها ما جرئیات دقیق سیستم از جمله اینکه هر ذره در چه جایگاهی قرار دارد و چه ویژگی‌هایی دارد را درنظر می‌گیریم. در مقابل، یک حالت ماکروسکوپی، سیستم را با استفاده از متغیرهای ماکروسکوپی مانند دما، فشار و حجم توصیف می کند. یعنی به جای بررسی جزء به جزء سیستم کمیت‌هایی تعریف می‌کنیم که تحولات سیستم را در مقیاس بزرگ اندازه‌گیری می‌کند.

### آنسامبل
برای مقابله با سیستم‌های پیچیده، مکانیک آماری مجموعه‌های (آنسامبل – Ensemble) مختلفی را به کار می‌گیرد که هر کدام با شرایط خاصی مرتبط هستند. مفهوم کلیدی پشت این مجموعه ها تابع پارش (Partition Function) است که با Z نشان داده می‌شود. سه پارامتر مهم در این مجموعه‌ها یعنی تعداد ذرات، دما و انرژی مشخص کننده نوع آنسامبل ما خواهد بود.

### آنتروپی
با استفاده از مکانیک آماری می توانیم ترمودینامیک را به مفاهیم آماری متصل کنیم. آنتروپی یک سیستم به تعداد ریز حالت‌های قابل دسترسی در یک ماکروحالت داده شده مربوط می شود. به عبارتی آنتروپی سنجه‌ای از میزان بی‌نظمی در یک سامانه درنظر گرفته‌می‌شود. قانون دوم ترمودینامیک که بیان می‌کند که آنتروپی در یک سیستم ایزوله تمایل به افزایش دارد.

## منبع و برای یادگیری
1. ↑  «سمینار مکانیک آماری (ترمودینامیک آماری و گازهای اتمی ایده‌آل) | آنلاین پروژه». بایگانی‌شده از اصلی در ۱۶ سپتامبر ۲۰۱۷. دریافت‌شده در ۲۰۱۷-۰۹-۱۶.
2. ↑  مختاری، آرین (۲۰۲۳-۰۷-۱۹). «مکانیک آماری چیست؟». هگزیست. دریافت‌شده در ۲۰۲۳-۰۷-۱۹.

- Huang, Kerson (1990). Statistical Mechanics. Wiley, John & Sons, Inc. ISBN 0-471-81518-7.